# Герб Головного
Герб Головного затверджений рішенням сесії селищної ради.

## Опис герба
Щит розтятий лазуровим і золотим. У першій частині золотий хрест, над яким сходить золоте сонце з променями, поверх якого злітає срібний голуб. У другій частині зелена гілка, складена з половинок дубової і соснової гілок, з золотими жолудем і цвітом сосни.